# Łupek hornfelsowy
Łupek hornfelsowy – skała metamorficzna kontaktowa stanowiąca odmianę hornfelsu, powstaje w strefie kontaktowej intruzji magmowej pod wpływem podgrzania skał otaczających intruzję. Tworzy się w pewnym oddaleniu od kontaktu z intruzją, w temperaturach niższych od temperatur, w których powstają hornfelsy. Zwykle występuje z innymi skałami tworzącymi się w warunkach facji hornfelsowej, w strefie między: hornfelsami, a łupkami gruzełkowymi i łupkami plamistymi, które tworzą się najdalej od strefy kontaktowej.
- Tekstura: wyraźnie kierunkowa, podkreślona pakietami łyszczyków.
- Skład: głównie kwarc, miki, skaleni, andaluzyt i czasami kordieryt.
- Twardość: twarde

## Literatura
- Wacław Ryka, Anna Maliszewska, Słownik petrograficzny, Warszawa: Wydawnictwa Geologiczne, 1991, ISBN 83-220-0406-0, OCLC 749837370. Brak numerów stron w książce
- Andrzej Bolewski, Włodzimierz Parachoniak, Petrografia, Warszawa: Wydawnictwa Geologiczne, 1982, ISBN 83-220-0173-8, OCLC 749339255. Brak numerów stron w książce
- K. Kozłowski, J. Żaba, F. Fediuk, Petrologia skał metamorficznych, Katowice: Wydawnictwo Uniwersytetu Śląskiego, 1986, ISSN 0239-6432, OCLC 749706205. Brak numerów stron w książce